# Villastar
Villastar è un comune spagnolo di 494 abitanti situato nella comunità autonoma dell'Aragona.